# Elektropolerowanie
Elektropolerowanie – technika elektrochemicznej obróbki stali.Podstawowym warunkiem elektropolerowania metalu jest wytworzenie na jego powierzchni warstewki utworzonej z produktów reakcji.
Polerowany przedmiot jest podłączony w wannie galwanicznej do dodatniej elektrody (anody), w wyniku czego nierówności, jakie występują na metalu, zostają pokryte warstewką produktów o większej rezystywności niż elektrolit.
Gęstość prądu na wierzchołkach chropowatej powierzchni będzie większa niż w zagłębieniach, po czym następuje rozpuszczanie metalu - czyli wygładzanie powierzchni. Ważną cechą elektropolerowania jest odwrotne podłączenie napięcia (przedmiot jest anodą).